# 15469 Ohmura
15469 Ohmura este un asteroid din centura principală de asteroizi.

## Descriere
15469 Ohmura este un asteroid din centura principală de asteroizi. A fost descoperit pe 16 ianuarie 1999 la Ōizumi de Takao Kobayashi. Asteroidul prezintă o orbită caracterizată de o semiaxă mare de 2,91 ua, o excentricitate de 0,07 și o înclinație de 2,1° în raport cu ecliptica.